# Гириор, Мануэль де
Мануэль де Гириор, Хосе Порталь де Уарте Эрдосаин-и-Гонсалес де Сепульведа (исп. José Manuel de Guirior Portal de Huarte Herdozain y González de Sepúlveda; 1708, Аойс, Наварра, Испания — 25 ноября 1788, Мадрид, Испания) — испанский военно-морской офицер и колониальный чиновник. Находился на посту вице-короля Новой Гранады (1772—1776) и Перу (1776—1780).

## Биография
Мануэль де Гириор родился в Наварре в благородной семье. В 1733 году он поступил на флот в звании лейтенанта. Впоследствии он принимал участие в Семилетней войне против англичан, а также боролся против Берберских пиратов в Средиземном море. Гириор был членом ордена Госпитальеров.

## Вице-король Новой Гранады
В 1772 году Мануэль де Гириор был назначен на должность вице-короля Новой Гранады, на этом посту он работал на благо улучшения экономики и промышленности региона. Также он значительно улучшил обороноспособность колонии, особенно укрепив побережье от возможных атак англичан.
При нём был основан университет в Сантафе де Богота, а также больница и приют. Он пытался преобразовать религиозные сообщества в регионе и проводил гуманитарные работы с коренным населением.
20 июля 1773 года он открыл первую общественную библиотеку в Боготе, основное собрание книг библиотеки состояло из изданий, конфискованных у иезуитов, изгнанных из всех колоний Испании по приказу короля Карлоса III.
В 1774 году Гириор был повышен в звании до генерал-лейтенанта.

## Вице-король Перу
В 1775 году Мануэль де Гириор был назначен вице-королём Перу, а в 1776 году приступил к выполнению обязанностей.
На посту вице-короля он содействовал научной экспедиции Иполито Руис Лопеса и Хосе Антонио Павона, посланных для изучения богатой флоры вице-королевства. Полученные данные этой экспедиции были потом изданы как «Флора Перу и Чили» (исп. La flora peruana y chilena).
Как и в Новой Гранаде, Гириор принимал серьёзные меры по улучшению состояния таких важных направлений в экономике как сельское хозяйство, горная промышленность и торговля. Большинство мер, предпринимаемых вице-королём, сводилось к либерализации экономики и упрощению налогообложения.
В Перу он получил репутацию как человек работоспособный, грамотный и способный к состраданию. Он организовал два новых факультета в университете, улучшил медицинское обслуживание и создал дом подкидыша.
В июне 1777 году в Перу прибыл так называемый «виситадор» (исп. visitador) Хосе Антонио де Арече, инспектор с обширными полномочиями, посылаемый лично королём для проверки дел в колонии. Первым делом инспектор приказал увеличить налог с продаж с 4 % до 6 %. Между вице-королём и прибывшим инспектором возникли непреодолимые разногласия по многим вопросам, и это привело к отставке Гириора в июле 1780 года. Впоследствии Мануэль де Гириор был подвергнут судебному преследованию и в результате положенная ему пенсия была уменьшена в два раза. Но после его смерти в 1788 году он был оправдан. В Перу его заменил бывший губернатор Чили Августин де Хауреги.
Во время его отставки Перу находилось на грани социального взрыва и восстания, уже после прихода к власти нового вице-короля вспыхнуло восстание Тупака Амару II.